# Rhyacophila darbyi
Rhyacophila darbyi is een schietmot uit de familie Rhyacophilidae. De soort komt voor in het Nearctisch gebied.